# Ram Gopal
Pour les articles homonymes, voir RAM.
Ram Gopal, né en 1925, est un écrivain et historien indien,.

## Biographie
Il est l'auteur de plusieurs livres sur l'éducation civique et politique. Il a aussi écrit une biographie de Lokmanya Tilak.
Il a été arrêté en lien avec le mouvement Quit India (août 1942) et détenu à la prison centrale de Lucknow.

## Œuvres
- Lokmanya Tilak. A Biography
- Indian Muslims. A political Study (1858–1947)
- British Rule in India. An Assessment, Asia Publishing House, 1983
- Trails of Nehru
- How the British Occupied Bengal
- Linguistic Affairs of India
- Indo-Pakistan War and Peace
- How India Struggled for Freedom
- Man and Reason
- Spotlight on Democracy in India, Pustak Kendra, 1970
- India Under Indra
- Eight Leading Lights
- Indian Freedom Rhetorics & Realities